# Diecéze Rotterdam
Diecéze Rotterdam (latinsky Dioecesis Roterodamensis) je římskokatolická diecéze v Nizozemsku, která je sufragánní diecézí metropole v Utrechtu. Katedrálním kostelem je dóm sv. Vavřince a Alžběty v Rotterdamu, území diecéze se kryje s územím nizozemské provincie Jižní Holandsko. 

## Stručná historie
Diecéze Rotterdam vznikla v roce 1955, kdy byla vyčleněna z území diecéze Haarlem.